# Švédská trojka (film, 2006)
Švédská trojka (v anglickém originále Kiss Me Again) je americký romantický film z roku 2006. Režisérem filmu je William Tyler Smith. Hlavní role ve filmu ztvárnili Jeremy London, Katheryn Winnick, Elisa Donovan, Mirelly Taylor a Siri Baruc.

## Obsazení
| Jeremy London    | Julian  |
| Katheryn Winnick | Chalice |
| Elisa Donovan    | Malika  |
| Mirelly Taylor   | Elena   |
| Siri Baruc       | Tara    |
| Fred Armisen     | Szabo   |
| Darrell Hammond  | Michael |
| Evan Seinfeld    | Starx   |